# Wesley Lloyd

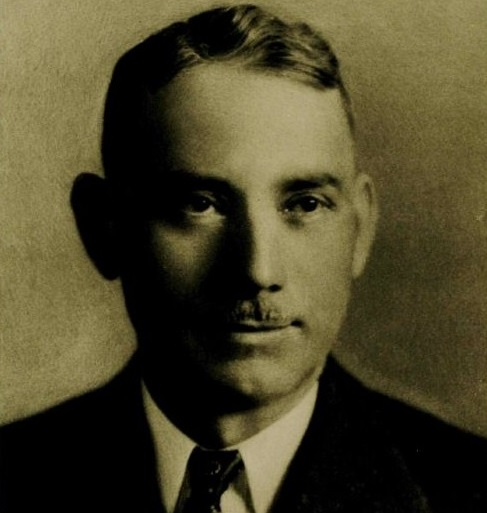
Wesley Lloyd

Wesley Lloyd (* 24. Juli 1883 in Arvonia, Osage County, Kansas; † 10. Januar 1936 in Washington, D.C.) war ein US-amerikanischer Politiker. Zwischen 1933 und 1936 vertrat er den Bundesstaat Washington im US-Repräsentantenhaus.

## Werdegang
Wesley Lloyd besuchte die öffentlichen Schulen seiner Heimat, die Baker University in Baldwin City und das Washburn College in Topeka. Danach arbeitete er in Topeka und Kansas City im Zeitungsgeschäft. Nach einem Jurastudium an der Kansas City Law School und seiner im Jahr 1906 erfolgten Zulassung als Rechtsanwalt begann er ab 1908 in Tacoma (Washington) in seinem neuen Beruf zu arbeiten. Er war bereits im Jahr 1906 in diese Stadt gezogen und hatte bis 1908 auch dort in der Zeitungsbranche gearbeitet. Von 1918 bis 1920 diente Lloyd als Korporal in der Nationalgarde des Staates Washington.
Politisch war Lloyd Mitglied der Demokratischen Partei. Bei den Kongresswahlen des Jahres 1932 wurde er im neugeschaffenen sechsten Wahlbezirk seines Staates in das US-Repräsentantenhaus in Washington D.C. gewählt, wo er am 4. März 1933 sein neues Mandat antrat. Nach einer Wiederwahl im Jahr 1934 konnte er bis zu seinem Tod am 10. Januar 1936 im Kongress verbleiben. In dieser Zeit wurden viele der New-Deal-Gesetze der Bundesregierung unter Präsident Franklin D. Roosevelt im Repräsentantenhaus verabschiedet. Im Jahr 1933 wurde auch der 21. Verfassungszusatz ratifiziert, durch den der im Jahr 1919 in Kraft getretene 18. Zusatzartikel, das Prohibitionsgesetz, wieder aufgehoben wurde. Wesley Lloyd wurde in Tacoma beigesetzt.